# David Warner
David Hattersley Warner (29. juli 1941 – 24. juli 2022) var en engelsk skuespiller. Han er blandt andet kendt for film som Tron, The Omen og Planet of the Apes. Han var også dubber og lagde blandt andet stemme til Jon Irenicus fra computerspillet Baldur's Gate II: Shadows of Amn og Morpheus fra Fallout. Han var også stemmen bag Ra's al Ghul i Batman: The Animated Series og Herbert Landon i Spider-Man: The Animated Series.

## Filmografi
- Mary Poppins vender tilbage (2018)
- Sweeney Todd - The Director’s Cut (2006)